# Нижний Казаклар
Ни́жний Казакла́р (тат. Түбән Казаклар) — деревня в Кукморском районе Республики Татарстан, в составе Олуязского сельского поселения.

## Этимология названия
Топоним произошёл от татарского слова «түбән» (нижний) и ойконима «Югары Казаклар» (Верхний Казаклар).

## География
Деревня находится на реке Бурец, в 21 км к северо-западу от районного центра, города Кукмора.

## История
В «Списке населенных мест по сведениям 1859—1873 годов», изданном в 1876 году, населённый пункт упомянут как казённая деревня Казаклар нижний 2-го стана Малмыжского уезда Вятской губернии. Располагалась при речке Бурце, по правую сторону Елабужского почтового тракта, в 33 верстах от уездного города Малмыжа и в 31 версте от становой квартиры в казённом селе Поляны (Вятские Поляны). В деревне, в 16 дворах жили 118 человек (55 мужчин и 63 женщины), была мечеть.

## Экономика
Полеводство, мясное скотоводство.

## Социальные объекты
Клуб.

## Религиозные объекты
Мечеть (с 2012 года).